# Anti-Malware.ru
Anti-Malware.ru — независимый российский информационно-аналитический центр, Интернет-проект, посвящённый вопросам обеспечения информационной безопасности и противодействия вредоносному программному обеспечению.

## Основные данные
Центр создан в 2005 году. Основатель и управляющий партнёр — Илья Шабанов. Область деятельности Anti-Malware.ru включает проведение тестирований программного обеспечения для защиты информации, исследований профильного рынка, осуществление обзоров и экспертизы продуктов для обеспечения безопасности, освещение наиболее важных событий в сфере информационной безопасности, а также формирование и поддержку межвендорской дискуссионной площадки для экспертного сообщества в соответствующей области. С 2010 года Anti-Malware.ru контролирует лечебный ресурс «Антивирусный портал VirusInfo», который специализируется на оказании скорой компьютерной помощи пользователям Интернета. Центр поддерживает партнёрские отношения со многими производителями и поставщиками продуктов и решений по обеспечению информационной безопасности.

## Тесты и рейтинги
Проведение тестирований антивирусного программного обеспечения и составление на их основе соответствующих рейтингов является одним из основных направлений деятельности центра. В частности, регулярно проводятся тесты персональных и корпоративных антивирусных продуктов на быстродействие, на лечение активного заражения, исследуется качество самозащиты программных решений в области защиты информации, изучается проактивная защита (эвристические алгоритмы и контролеры поведения приложений), способность антивирусного ПО противодействовать руткитам и новейшим угрозам «нулевого дня» (0-day), а также его умения в области борьбы с полиморфным вредоносным ПО и расшифровки упакованных программных продуктов. Помимо антивирусных решений, исследованию подвергаются брандмауэры, специализированные антируткиты и ограничители доступа к Интернету (средства родительского контроля). В общей сложности с момента основания исследовательская лаборатория проекта провела 25 тестов различной направленности. В 2012 году Anti-Malware.ru представил результаты первого в индустрии информационной безопасности сравнительного исследования эргономичности персональных антивирусных продуктов.

## Аналитика и статьи
Anti-Malware.ru готовит и публикует исследования различных секторов рынка информационной безопасности, аналитические статьи и обзоры. В частности, специалистами центра регулярно анализируется и прогнозируется состояние отечественных рынков антивирусной защиты и DLP, формируются рейтинги системных интеграторов, работающих в сфере защиты информации, а также готовятся обзоры(в том числе сравнительные) популярных защитных решений для индивидуального и корпоративного секторов, по итогам которых наиболее качественным аппаратным и программным продуктам присваивается наградной знак Certified by AM Test Lab. В рамках цикла публикаций «Индустрия в лицах» журналисты проекта проводят интервью с экспертами в области информационной безопасности.